# Viaggio per la libertà
Viaggio per la libertà (Gangway for Tomorrow) è un film del 1943 diretto da John H. Auer.
È un film drammatico statunitense con Margo, John Carradine e Robert Ryan.

## Trama
Cinque addetti alla difesa meditano sul loro passato e riflettono sulle ragioni per cui continuano a lavorare.